# Hildreth (Nebraska)
Hildreth je selo u američkoj saveznoj državi Nebraska. Prema popisu stanovništva iz 2010. u njemu je živjelo 378 stanovnika.